# Mari-Doris Vartmann

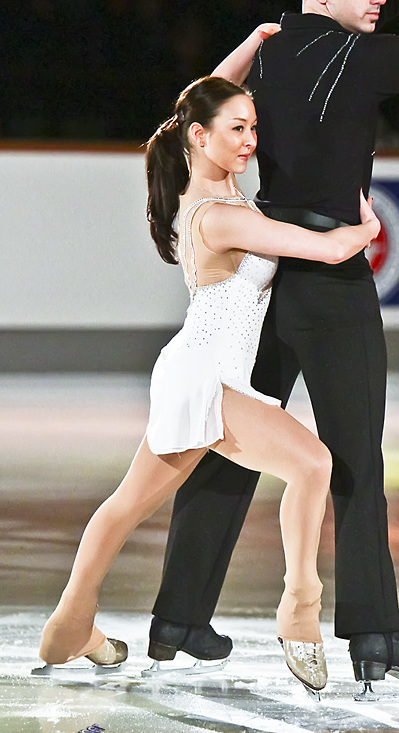
Mari Vartman beim Schaulaufen zur Deutschen Meisterschaft 2011

Mari-Doris Vartmann (* 25. Dezember 1988 in Neuss) ist eine deutsche Eiskunstläuferin.

## Biografie
Mari Vartmann begann mit fünf Jahren in Neuss mit dem Eiskunstlaufen. Vier Jahre später wechselte sie zur Düsseldorfer EG wegen der besseren Trainingsmöglichkeiten. 2004 begann Mari Vartmann mit dem Paarlaufen. Sie ist Mitglied in der Düsseldorfer EG. Von Januar 2004 bis 2009 lief sie zusammen mit Florian Just. Mari Vartmann und Florian Just trainierten zunächst bei Julia Gnilosoubowa. Im Herbst 2004 wechselten sie ihren Trainer und wurden anschließend von Knut Schubert betreut. Sie trainierten sowohl in Dortmund als auch in Berlin.
Mari Vartmann musste wegen einer leichten Gehirnerschütterung infolge eines Sturzes bei einer Hebefigur bei der Nebelhorn Trophy 2006 in Oberstdorf zurückziehen.
Das Paar Vartmann/Just trennte sich 2009 direkt nach der NRW-Trophy. Seither lief Mari Vartmann mit dem gebürtigen Kanadier Aaron Van Cleave. Auch dieses Paar wurde von Knut Schubert trainiert, Trainingsort war Berlin. Nach der Weltmeisterschaft 2015 trennte sich das Paar Vartmann/Van Cleave. Danach lief Mari Vartmann bis Ende 2016 mit Ruben Blommaert. Sie fand in Matti Landgraf einen neuen Partner. Auch sie trainieren in Oberstdorf beim Ehepaar Wende.
Mari Vartmann ist seit 2012 Sportsoldatin bei der Bundeswehr.

### 2011/2012
Beim Training vor der Kür bei ihrem Europameisterschaftsdebüt mit Aaron Van Cleave gab es eine Kollision Mari Vartmanns mit Daniel Wende, in deren Folge Mari Vartmann starke Kopfschmerzen bekam und eine Kufe Daniel Wendes beschädigt wurde. Die Kür am gleichen Tag des Unfalls absolvierten Vartmann/Van Cleave fehlerfrei und wurden 5. des Wettbewerbs. Bei der anschließenden Weltmeisterschaft kamen sie in das Finale und wurden 14. Sie qualifizierten sich damit für zwei Grand-Prix-Starts in der Saison 2012/2013.

### 2012/2013
Das Paar Vartmann/VanClaeve musste bei der Nebelhorn Trophy verletzungsbedingt zurückziehen. Mari Vartmann verletzte sich während des Kurzprogramms am Fuß. Nach Ausheilung der Verletzung verletzte sich Aaron van Cleave beim Training zum dreifachen Wurflutz. Er brach sich das Nasenbein. Obwohl das Paar für zwei Grand Prix’ qualifiziert war, konnte das Paar wegen dieser Verletzung auch hier nicht starten. Nach langem Trainingsausfall wurden beide deutsche Vizemeister im Paarlauf bei der Deutschen Meisterschaft in Hamburg.

### 2013/2014
Das Paar startet mit einem dritten Platz bei der Nebelhorn Trophy in die olympische Saison und zeigt erstmals in beiden Programmteilen einen dreifachen Wurflutz sehr sauber.

### 2014/2015
Mari Vartmann und Aaron van Cleave gewinnen bei den Deutschen Meisterschaften 2015, die schon im Dezember 2014 in Stuttgart ausgetragen wurden, erstmals den Titel im Eiskunstlauf der Sportpaare. Nach den Weltmeisterschaften trennt sich das Paar.

### 2015/2016
Mari Vartmann läuft zusammen mit Ruben Blommaert. Sie trainieren in Oberstdorf. Trainer sind Maylin Wende und Daniel Wende.

### 2016/2017
Mari Vartmann und Ruben Blommaert werden deutsche Meister. Anschließend trennt sich das Paar und tritt, obwohl qualifiziert, zu den Europameisterschaften nicht mehr an. Mari Vartmann trainiert seit Anfang 2017 mit Matti Landgraf.

## Erfolge/Ergebnisse

### Paarlauf
mit Blommaert
| Wettbewerb             | 2015–2016 | 2016–2017 |
| ---------------------- | --------- | --------- |
| Weltmeisterschaften    |           |           |
| Europameisterschaften  | 8.        |           |
| Deutsche Meisterschaft | 2.        | 1.        |
| GP Cup of China        | 6.        | 7.        |
| GP NHK Trophy          |           | 5.        |
| Nebelhorn Trophy       | 4.        | 3.        |
| Coupe de Nice          | 1.        |           |
| Ice Challenge Graz     | 2.        |           |
| Finlandia Trophy       |           | 3.        |

mit Van Cleave
| Wettbewerb             | 2010–2011 | 2011–2012 | 2012–2013 | 2013–2014 | 2014–2015 |
| ---------------------- | --------- | --------- | --------- | --------- | --------- |
| Weltmeisterschaften    |           | 14.       | 16.       |           | 15.       |
| Europameisterschaften  |           | 5.        | 8.        | 9.        | 7.        |
| Deutsche Meisterschaft | 2.        | 2.        | 2.        | 3.        | 1.        |
| GP Skate Canada        |           |           |           | 7.        | 8.        |
| GP NHK Trophy          |           |           |           |           | 5.        |
| Nebelhorn Trophy       |           | 8.        | WD        | 3.        |           |
| Golden Spin of Zagreb  | 5.        |           |           |           |           |
| NRW Trophy             | 4.        | 1.        | 5.        | 3.        |           |
| Warsaw-Cup             | 1.        |           |           |           |           |
| Merano Cup             |           |           |           | 3.        |           |
| Coupe de Nice          |           |           |           |           | 3.        |

mit Just
| Wettbewerb             | 2004–2005 | 2005–2006 | 2006–2007 | 2007–2008 | 2008–2009 | 2009–2010 |
| ---------------------- | --------- | --------- | --------- | --------- | --------- | --------- |
| Weltmeisterschaften    |           | 18.       | 18.       |           |           |           |
| Europameisterschaften  |           |           | 7.        | 7.        |           |           |
| Deutsche Meisterschaft | 4.        | 4.        | 2.        | 2.        | 3.        |           |
| Cup of China           |           |           |           | WD        |           |           |
| NHK Trophy             |           |           | 8.        |           |           |           |
| Coupe de Nice          |           |           |           | 3.        |           | 4.        |
| Finlandia Trophy       |           |           |           | 3.        |           |           |
| Nebelhorn Trophy       |           | 6.        | WD        |           |           |           |
| NRW Trophy             |           |           |           |           | 2.        | 3.        |

- WD = Zurückgezogen

### Einzellauf
| Wettbewerb             | 2000–2001 | 2001–2002 | 2002–2003 | 2003–2004 |
| ---------------------- | --------- | --------- | --------- | --------- |
| Deutsche Meisterschaft | 3. J.     | 1. J.     | 12.       | 8.        |

- J = Junioren